# Оиреме
Оиреме (груз. ოირემე) — село в Грузии, на территории Зугдидского муниципалитета края (мхаре) Самегрело-Верхняя Сванетия.

## География
Село находится в западной части Грузии, на правом берегу реки Чхоуши, на расстоянии приблизительно 2 километров (по прямой) к юго-западу от города Зугдиди, административного центра муниципалитета. Абсолютная высота — 58 метров над уровнем моря.

## Население
По результатам официальной переписи населения 2014 года в Оиреме проживало 785 человек (379 мужчин и 406 женщин). В национальной структуре населения грузины составляли 99,7 %.
| Год  | Население, человек |
| ---- | ------------------ |
| 2002 | 936                |
| 2014 | ↘ 785              |